# Шимак, Бедржих
Бедржих Шимак (чеш. Bedřich Šimák, также Фридрих Шимак, нем. Friedrich Schimak; 16 июля 1826, Высоке Весели — 30 сентября 1886, Прага) — чешский пианист, композитор и музыкальный педагог.
Первоначально учился инженерному делу, но затем стал брать уроки фортепиано у Яна Пиховского и Вацлава Томашека. С 1853 года преподавал клавир в музыкальных школах Йозефа Йиранека и Петра Майдля, в 1855 году открыл собственную клавирную школу в пражском районе Мала-Страна. Пропагандировал произведения славянских композиторов — в частности, Станислава Монюшко и Игнация Добжиньского. К концу 1850-х гг. отказался от исполнительской карьеры, сосредоточившись на преподавании; среди его учеников Генриетта Мильднер, Войтех Главач и Карл Кучера.
Из композиций Шимака опубликованы два десятка салонных фортепианных пьес, ненапечатанным осталось фортепианное трио.